# Edifici de la Caixa d'Estalvis Provincial de Girona
L'Edifici de la Caixa d'Estalvis Provincial de Girona és un edifici del municipi de Girona que forma part de l'Inventari del Patrimoni Arquitectònic de Catalunya.

## Descripció
És una construcció de planta baixa i sis pisos on es combinen habitatges i oficines. El cos central disposa de llargues filades de finestres rectangulars, mentre als extrems es disposen els balcons. Té planta rectangular. L'edifici acompleix una funció urbana especial, comunicant dues de les artèries amb més activitat comercial de la ciutat gràcies a dos passatges coberts de la planta baixa. Formalment presenta una estructura propera als plantejaments neoracionalistes dels arquitectes italians de mitjans del segle xx.